# Alfonsine
Alfonsine ist eine italienische Gemeinde (comune) in der Provinz Ravenna, Region Emilia-Romagna. 

## Lage und Einwohner
Die Gemeinde liegt in der Po-Ebene etwa 15 km nordwestlich von der Provinzhauptstadt Ravenna entfernt am Ufer des Senio auf einer Höhe von 26 m s.l.m. Alfonsine liegt im Regionalpark Po-Delta der Region Emilia-Romagna (italienisch Parco regionale del Delta del Po dell’Emilia-Romagna) und hat 11.557 Einwohner (Stand 31. Dezember 2023).

## Geschichte
Der Name kommt wahrscheinlich von Alfonso Calcagnini, der die Urbarmachung des Landstriches anregte. Es gibt auch die Vermutung, dass der Name von fossa (Graben) herleitet.
Im Winter 1944/45 und während der alliierten Frühjahrsoffensive im April 1945 war Alfonsine Schauplatz erbitterter Kämpfe zwischen der Wehrmacht, Resistenza und der 8. britischen Armee, an deren Ende die Stadt zu 70 Prozent zerstört war. Besonders betroffen war das historische Zentrum. Dieses wurde zuerst durch alliierte Bomben und anschließend durch die deutsche Verminung weitgehend zerstört. Um eine zukünftige weitere Ausdehnung der Stadt zu ermöglichen und weil Nachbargemeinden die ursprüngliche Lage extrem eingeengt hatten, wurde das Zentrum am anderen Ufer des Senio nach Plänen des Architekten Giuseppe Vaccaro neu errichtet.
Für die während des Krieges erlittenen Opfer wurde der Stadt die Tapferkeitsmedaille in Gold in verliehen. Ein Kriegsmuseum in Alfonsine ist den Ereignissen zwischen 1944 und 1945 gewidmet.

## Verwaltungsgliederung
Zur Gemeinde Alfonsine gehören auch die Fraktionen: Borgo Fratti, Borgo Seganti, Filo, Fiumazzo, Longastrino, Taglio Corelli und Villa Pianta.

## Wirtschaft
Die Wirtschaft ist landwirtschaftlich und industriell geprägt. Auf dem Gemeindegebiet gibt es Erdgasvorkommen.

## Partnerstädte
- Nagykáta,  (Komitat Pest), seit 1962
- Spello,  (Umbrien), seit 1974
- San Vito di Cadore,  (Venetien), seit 1988
- Toritto,  (Apulien), seit 2013[2]

## Söhne und Töchter der Stadt
- Mauro Martini (* 1964), Autorennfahrer